# Ligne Palerme-Corleone-San Carlo
La ligne Palerme Sant'Erasmo-Corleone-San Carlo était une ligne à voie étroite qui reliait Palerme à son arrière-pays, atteignant Corleone et San Carlo (hameau de Chiusa Sclafani).

## Histoire
La ligne Palerme à Corleone est construite en 1886 par une société londonienne, la Narrax Gouge Railways Company Sicily.

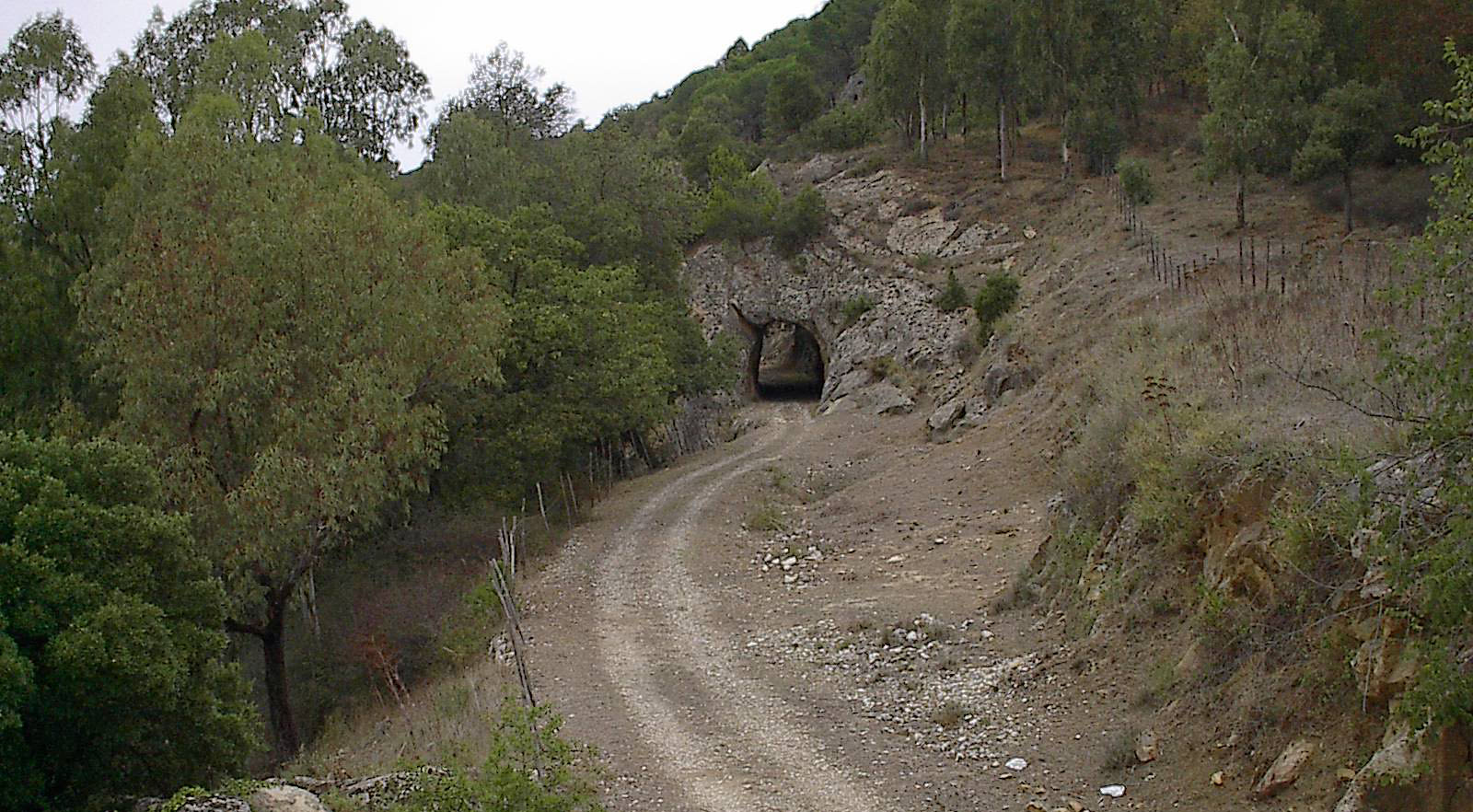
Piste cyclable et piétonne de l'ancien tracé de la voie ferrée désaffectée.

| Tronçon               | Inauguration     |
| --------------------- | ---------------- |
| Palerme - Villafrati  | 16 août 1886     |
| Villafrati - Corleone | 20 décembre 1886 |
| Corleone - San Carlo  | 21 mai 1903      |